# Charlie Is My Darling
Charlie Is My Darling es una película documental de 1966 dirigida por Peter Whitehead y producida por Andrew Loog Oldham. Se trata del primer documental sobre la banda de rock The Rolling Stones. Se rodó durante la segunda gira de la banda por Irlanda los días 3 y 4 de septiembre de 1965 y se terminó de grabar en la primavera de 1966. Se estrenó en el Festival de Cine de Mannheim en octubre de 1966, pero nunca fue lanzada oficialmente debido a las batallas legales entre los Rolling Stones y Allen Klein y un robo en la oficina de Andrew Loog Oldham en el que desaparecieron todas las copias de la misma. Casi 50 años después, en 2012, fue publicado un nuevo documental usando imágenes del material original titulado Charlie Is My Darling – Ireland 1965.